# 斯卡拉 (奧拉季夫區)
49°18′15″N 29°24′1″E / 49.30417°N 29.40028°E
斯卡拉（烏克蘭語：Скала），是烏克蘭的村落，位於該國西南部文尼察州，由文尼察區負責管轄，始建於1690年，面積2.29平方公里，海拔高度207米，2001年該村落人口699。